# Matthew Soukup
Matthew Soukup (Calgary, 31 agosto 1997) è un saltatore con gli sci canadese.

## Biografia
Originario di Calgary e attivo in gare FIS dall'ottobre del 2011, Soukup ha esordito in Coppa del Mondo il 27 gennaio 2019 a Sapporo (46º), ai Mondiali di volo a Planica 2020, dove si è classificato 27º nella gara individuale, ai Campionati mondiali a Oberstdorf 2021, piazzandosi 44º nel trampolino lungo e 10º nella gara a squadre mista, e ai Giochi olimpici invernali a Pechino 2022, dove ha vinto la medaglia di bronzo nella gara a squadre mista ed è stato 45º nel trampolino normale e 49º nel trampolino lungo; ai successivi Mondiali di volo di Vikersund 2022 si è classificato 39º nella gara individuale.

## Palmarès

### Olimpiadi
- 1 medaglia:
  - 1 bronzo (gara a squadre mista a Pechino 2022)

### Coppa del Mondo
- Miglior piazzamento in classifica generale: 76ª nel 2021